# Ашиклы-Хююк

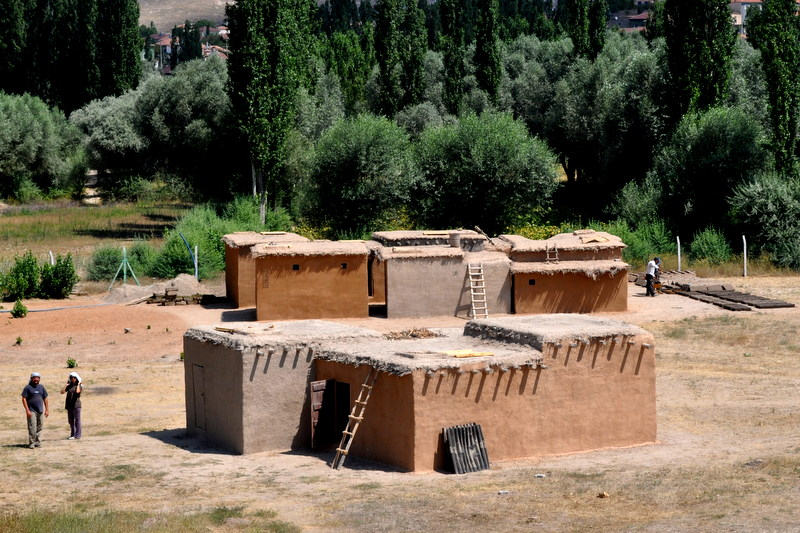
Реконструированные археологами жилища

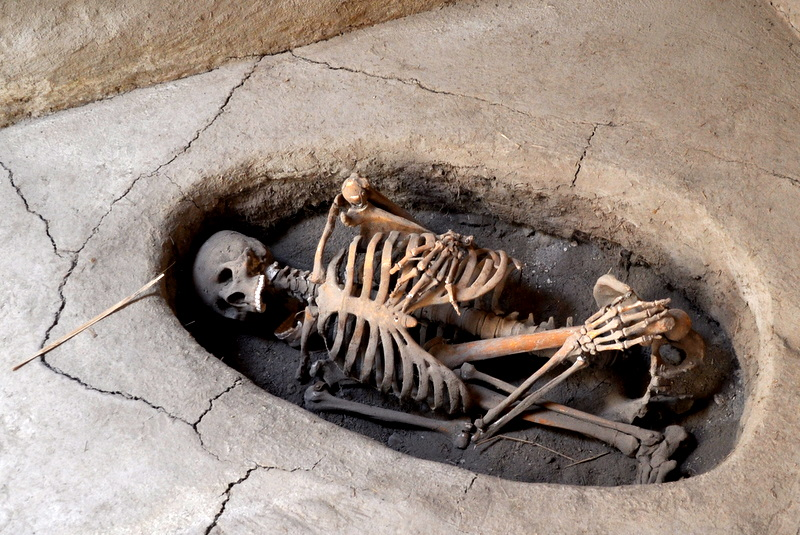
Одна из могил в Ашиклы-Хююке

Ашиклы-Хююк (правильнее Ашыклы-Хёюк,  тур. Aşıklı Höyük) — курган из вулканического туфа в Турции, скрывающий доисторическое поселение. Находится примерно в 1 км к югу от селения Кызылкая (Kızılkaya), на берегу ручья Мелендиз (Melendiz) и в 25 км к юго-востоку от города Аксарай (провинция Аксарай). Впервые заселено в эпоху докерамического неолита, около 10 000 лет до нашей эры.
В Ашиклы-Хююке ранние свидетельства содержания человеком овец и коз датируются возрастом 10 400 лет до настоящего времени. В период с 9700 до 9300 лет до настоящего времени количество животных значительно выросло и их потребовалось переселить на окраину поселения. Анализ костей коз и овец с поселения Ашиклы-Хююк (около 8400—7350 лет до н. э.) показал, что на раннем этапе существования поселения жители ловили диких ягнят и козлят и выращивали их до возраста 6—12 месяцев. Позже животные стали доживать до полового созревания и давать потомство. На поздних этапах существования поселения многие овцы и козы стали доживать до зрелого возраста.
У образца 33 (7870—7595 лет до н. э.) из Ашиклы-Хююка определили митохондриальную гаплогруппу U3a и Y-хромосомную гаплогруппу G2a2b. У одного образца из Ашиклы-Хююка определили смуглую кожу (промежуточного оттенка), карие глаза и светлые волосы.